# Sid and Nancy
Sid and Nancy (també coneguda com Sid and Nancy: Love Kills) és una pel·lícula biogràfica britànica de 1986 dirigida per Alex Cox, coescrita amb Abbe Wool i protagonitzada per Gary Oldman i Chloe Webb. La pel·lícula retrata la vida de Sid Vicious, baixista de la banda de punk rock Sex Pistols, i la seva destructiva relació amb la xicota Nancy Spungen. La pel·lícula també compta amb actuacions de suport de David Hayman, Xander Berkeley i Courtney Love.
La pel·lícula es va estrenar al Festival Internacional de Cinema de Canes el maig de 1986, i es va estrenar en cinemes als Estats Units el novembre d'aquell mateix any. ncara que no va aconseguir recuperar el seu pressupost de producció a taquilla, la pel·lícula va ser rebuda positivament per la majoria de la crítica i va desenvolupar un seguidor de culte.

## Trama
El 12 d'octubre de 1978, la policia és convocada a l'Hotel Chelsea a la Nova York, on troben Nancy Spungen morta. El seu xicot, el baixista de Sex Pistols Sid Vicious, és detingut. Sid és conduït a una comissaria de policia i li diuen que descrigui el que va passar.
Una mica més d'un any abans, el 1977, amics propers i membres de la banda Sid i Johnny Rotten coneixen Nancy, una groupie estatunidenca addicta a l'heroïna que havia arribat a Londres a fer-s’ho amb els Sex Pistols. Sid l'acomiada al principi, ja que les seves intencions són òbvies, però comença a sortir amb ella després de sentir simpatia pel rebuig que s'enfronta per part dels seus companys intèrprets punk. Els dos s'uneixen ràpidament per l'ús d'heroïna, i es dona a entendre que Nancy introdueix a Sid a la droga.
Sid i Nancy s'enamoren profundament, però la seva relació autodestructiva i alimentada amb drogues destrossa la relació de Sid amb la resta de la banda. La Nancy està desconcertada quan Sid marxa a 'una gira estatunidenca d'un mes sense ella. La gira és notablement desastrosa, Sid està desquiciat, sovint borratxo o posat de metamfetamina, i físicament violent. Phoebe, l'amiga de Sid i responsable de la gira, intenta sense èxit ajudar-lo a deixar de beure. Mentrestant, Nancy roman a Londres, allotjant-se amb la seva amiga Linda, la dominatrix. Tot i que diversos amics i coneguts d'en Sid l'adverteixen de l'efecte devastador de la Nancy en la seva vida, Sid ignora tossudament aquestes advertències. El 17 de gener de 1978, enmig de la gira estatunidenca del grup, la banda es va separar.
Sid es retroba amb Nancy a Nova York, i intenta començar una carrera en solitari amb Nancy com a gerent. Els dos visiten París per començar a gravar sessions, però el viatge és infructuós. Sid és ràpidament acomiadat a la indústria de la música, i ell i Nancy s'endinsen més en l'addicció a l'heroïna; Nancy també comença a patir una depressió severa, i la parella finalment fa un pacte de suïcidi. Nancy porta en Sid a Filadelphia per conèixer la seva família, que està horroritzada pel comportament imprudent i l'estat físic de la parella. Sid i Nancy tornen a Nova York i s'instal·len a l'hotel Chelsea, on viuen en la misèria i depenen dels opiacis subministrats pel seu narcotraficant, Bowery Snax.
La seva història d'amor acaba tràgicament una nit quan, durant una discussió en què Sid anuncia els seus plans per deixar l'heroïna i tornar a Anglaterra per reiniciar la seva vida, una Nancy suïcida li demana que la mati. Ella l'ataca i es barallen en una boira induïda per drogues, el que la porta a apunyalar-la, encara que es deixa a la interpretació si va ser intencionat. S'adormen i més tard la Nancy es desperta i ensopega al bany, on s'ensorra i mor, demanant ajuda a Sid. Sid és rescatat temporalment per la seva mare, que també és una addicta a l'heroïna. Després que Sid vagi a un restaurant, uns nens del carrer el convencen perquè balli amb ells. Apareix un taxi i recull Sid, i ell creu trobar la Nancy viva al seient del darrere. Els dos s'abracen mentre el taxi marxa.
Una postdata diu que Vicious va morir d'una sobredosi d'heroïna, i finalment diu: "R.I.P. Nancy and Sid".

## Repartiment
- Gary Oldman com a Sid Vicious
- Chloe Webb com a Nancy Spungen
- David Hayman com a Malcolm McLaren
- Debby Bishop com a Phoebe
- Andrew Schofield com a Johnny Rotten
- Xander Berkeley com a Bowery Snax
- Perry Benson com a Paul Cook
- Tony London com a Steve Jones
- Courtney Love com a Gretchen
- Edward Tudor-Pole com a hoteler britànic
- Kathy Burke com a Brenda Windsor
- Sara Sugarman com a Abby National
- Graham Fletcher-Cook com a perruquer de Wally
- Sy Richardson com a treballador de casos de metadona
- Anne Lambton com a Linda
- Mark Monero com a Jah Clive
- Biff Yeager com a detectiu
- Michele Winstanley com Olive McBollocks
- Andy Bradford com Dick Bent
- Peter Lee-Wilson com a Duke Bowman
- Iggy Pop com a convidat potencial
- Barbara Coles com a reportera

## Producció

### Desenvolupament
La pel·lícula, titulada originalment Love Kills, es basa en gran manera en la relació mútuament destructiva, plena de drogues i sexe entre Vicious i Nancy. La mare de Vicious, Anne Beverley, va intentar inicialment evitar que es fes la pel·lícula. Després de reunir-se amb el director Cox, però, va decidir ajudar a la producció; per exemple, Beverley va donar a Oldman una cadena de metall pesant i un cadenat de Vicious per portar-los a la pel·lícula. Alguns dels personatges secundaris són compostos, inventats per racionalitzar la trama.

### Càsting
Segons el director Cox, originalment havia considerat Daniel Day-Lewis per al paper de Sid Vicious; tanmateix, Cox va oferir a Oldman el paper de Vicious després de veure'l interpretar el paper principal de Scopey en una producció de 1984 de "The Pope's Wedding" d'Edward Bond. Oldman va rebutjar el paper dues vegades abans d'acceptar-lo, perquè, segons les seves pròpies paraules: "Realment no estava tan interessat en Sid Vicious i el moviment punk. No l'havia seguit mai. No era una cosa que m'interessés. El guió em va semblar banal i "a qui li importa" i "per què molestar" i tot això. I jo estava una mica amb el nas a l'aire i pensava "bé, el teatre, molt més superior" i tot això". Hos va reconsiderar basant-se en el sou i la instància del seu agent. Va perdre pes per interpretar l'emaciat Vicious en menjar només "peix al vapor i molt de meló", però va ser hospitalitzat breument quan es va aprimar massa. Més tard, Oldman va desestimar l'actuació dient: "No crec que hagi interpretat molt bé a Sid Vicious".
Courtney Love va gravar una audició de vídeo per al paper de Spungen. Cox va quedar impressionat per l'audició de Love, però ha dit que els inversors de la pel·lícula van insistir en una actriu amb experiència per al paper co-protagonista. Per tant, en canvi, Cox va escriure el paper menor de Gretchen, una de les amigues addictes a Nova York de Sid i Nancy, específicament per al seu benefici. Més tard, Cox va posar Love com un dels protagonistes a De dret a l'infern (1987). Chloe Webb, que havia aparegut en diversos petits papers televisius en aquell moment, va ser elegida en el paper de Spungen.
A la seva autobiografia de 2007, el guitarrista de Guns N' Roses Slash va revelar que el director de càsting va contractar els cinc membres de Guns N' Roses com a extres per a una escena de club, després d'haver-los buscat casualment en diferents llocs sense el seu coneixement. Va dir que "tots ens vam presentar al primer dia de càsting, com "Ei... què fas aquí?" No obstant això, Slash va ser l'únic del grup que es va quedar durant tot el rodatge.
Webb i Oldman van improvisar el diàleg escoltat a l'escena que va conduir a la mort de Spungen, però ho van basar en entrevistes i altres materials disponibles. L'escena de l'apunyalament està ficcionada i només es basa en conjectures. Cox va dir al NME: "Volíem fer la pel·lícula no només sobre Sid Vicious i el punk rock, sinó com una declaració contra les drogues, per mostrar que la degradació causada no és gens glamurosa."
La música original és de Pray for Rain, Joe Strummer, i The Pogues. També es va gravar per la pel·lícula una cançó de Tears for Fears ("Swords and Knives") però va ser rebutjada pels cineastes per no ser prou "punk". La cançó va aparèixer més tard a l'àlbum del grup Seeds of Love el 1989.
Músics destacats van fer aparicions a la pel·lícula, com ara Circle Jerks, Love, Iggy Pop, Nico i Edward Tudor-Pole de Tenpole Tudor.

### Rodatge
La pel·lícula es va rodar principalment a Londres i Nova York, tot i que la fotografia addicional (especialment les seqüències de la gira nord-americana dels Sex Pistols) es va completar a Los Angeles i El Centro (Califòrnia).

## Estrena

### Recepció crítica
De les 65 ressenyes recollides per l'agregador de ressenyes Rotten Tomatoes, la pel·lícula va rebre una puntuació d'aprovació global del 88%, amb el consens: "Visceral, enèrgica i sovint molt trista, Sid & Nancy també és un una història d'amor sorprenentment commovedora, i Gary Oldman és excepcional com la difunta icona del punk rock Sid Vicious." Roger Ebert va donar a Sid and Nancy quatre de quatre en la seva ressenya per a The Chicago Sun-Times, escrivint que Cox i la seva tripulació "treu a terme el bon truc de crear una pel·lícula plena de soroll i fúria, i explicar una història meticulosa just al mig d'ella." Apareixent a The Late Show Starring Joan Rivers, va dir Ebert, amb l'acord de Rivers i aplaudiments de l'audiència, que Oldman "definitivament no serà nominat als [Oscar], i hauria de ser-ho", perquè "Hollywood no nominarà a un actor per interpretar un canalla, no importa que l'actuació sigui bona". En un article posterior sobre Oldman, Ebert es va referir a la parella titular de la pel·lícula com "els Romeu i Julieta del punk rock."
Al seu llibre Sid Vicious: Rock N' Roll Star, Malcolm Butt descriu l'actuació de Webb com a Spungen com a "intensa, poderosa i, el més important de tot, creïble". La representació d'Oldman de Vicious va ocupar el lloc número 62 a la revista Premiere "100 Greatest Performances of All Time". La revista Uncut va classificar Gary Oldman com a número 8 a la seva llista "10 millors actors en papers de rock", descrivint la seva interpretació. com una "lectura molt simpàtica de la figura punk com un nen adult perdut i desconcertat". El 2011, Total Film va dir de l'actuació: "És un punt àlgid inicial de la variada carrera d'Oldman que va demostrar de què estava fet el jove actor. Interpretar el paper d'una icona coneguda i estimada per molts comporta les seves pròpies exigències i riscos, però Oldman està més que a l'alçada del repte, transformant-se completament en el problemàtic baixista punk". La revista va descriure la interpretació d'Oldman de "My Way" com a "fantàstica, [pot ser] fins i tot millor que la versió original de Sid." El 2003, Rolling Stone va classificar Sid and Nancy com la tercera millor pel·lícula de rock mai feta, i el 2014, ShortList la va nomenar el novè millor biopic musical de tots els temps.
No totes les crítiques de la pel·lícula van ser positives. Leslie Halliwell, en una valoració negativa, va reiterar una línia d'una ressenya que va aparèixer a Sight & Sound: "Les actuacions de gemecs implacables i un llarg lliscament cap a les drogues, la degradació i la mort fan d'això un tracte moral solemnement desagradable."
Andrew Schofield va ocupar el primer lloc a la revista Uncut "10 Worst actors in rockin' roles" per la seva actuació com el cantant principal de Sex Pistols Johnny Rotten (nom real John Lydon). Els comentaris sobre el DVD Criterion descarten la representació de Lydon de la pel·lícula com a totalment inexacte. Paul Simonon de The Clash també va criticar la pel·lícula per representar a Lydon com "una mena d'idiota gros i que menja fesols."
Tot i que no va sers un èxit de taquilla (generant 2.826.523 dòlars als EUA amb un pressupost de 4 milions de dòlars), Sid i Nancy s'ha convertit en un èxit de culte; Yahoo! Movies va descriure la pel·lícula com una "clàssica de culte commovedora i intransigent".

### La reacció de John Lydon
Lydon va comentar la pel·lícula a la seva autobiografia de 1994, Rotten: No Irish, No Blacks, No Dogs:
| « | No entenc per què algú voldria publicar una pel·lícula com Sid and Nancy i no es molestaria a parlar amb mi; Alex Cox, el director, no. Va utilitzar com a punt de referència, de tota la gent d'aquesta terra, Joe Strummer! Aquell cantant gutural de The Clash? Què coi sabia de Sid i Nancy? Probablement això va ser tot el que va poder trobar, que realment estava rascant el fons del barril. L'única vegada que Alex Cox es va acostar cap a mi va ser quan va enviar l'home que m'estava interpretant a Nova York, on jo estava. Aquest actor em va dir que volia parlar del guió. Durant els dos dies que hi va estar em va dir que la pel·lícula ja s'havia acabat. Tot va ser una farsa. Va ser una estratagema per fer servir el meu nom en relació amb la pel·lícula, per donar-hi suport. Per a mi, aquesta pel·lícula és la forma de vida més baixa. Sincerament, crec que celebra l'addicció a l'heroïna. Definitivament ho glorifica al final quan aquell estúpid taxi surt cap al cel. Això és una tonteria... Era tan apagat i ridícul. Era absurd. Xampany i mongetes cuites per esmorzar? Ho sento. No bec xampany. Ni tan sols parlava com jo. Tenia l'accent Scouse. Pitjor, hi ha un insult implicat a la pel·lícula que estava gelós de Nancy, cosa que trobo especialment repugnant. Hi ha aquesta implicació que crec que definitivament s'hi va posar. Suposo que és Alex Cox mostrant el seu pessigolleig de classe mitjana. És massa senzill, és massa fàcil. | » |

Strummer va afirmar haver-se reunit amb Alex Cox per primera vegada un cop finalitzada la pel·lícula, en una festa de cloenda,però això no és del tot exacte. La festa de cloenda va ser la conclusió de la fase de Londres del rodatge, que va ser seguida de la filmació a Los Angeles i Nova York, realitzada per un equip molt diferent. La reunió de la parella va implicar una discussió sobre el treball de la banda sonora de la pel·lícula, no el guió de la pel·lícula.
En una entrevista posterior, a Lydon se li va preguntar: "La pel·lícula va encertar alguna cosa?" a la qual cosa va respondre: "Potser el nom Sid.." L'actitud de Cox envers els seus subjectes era negativa; una de les raons per les quals es va sentir atret pel projecte va ser perquè tenia por que si algú altre el feia, retratés els seus temes com "exemplars reals del punk, en lloc de traïdors venuts". Va reconèixer que l'odi de Lydon a la pel·lícula era "comprensible, donat que es basava en incidents de la seva vida i es centrava al voltant d'un dels seus amics." Lydon va afirmar que el bateria Paul Cook estava més molest per la pel·lícula que ell, tot i que aquest últim no n'ha parlat públicament. En una entrevista de 1987 a The Late Show quan l'entrevistadora Elayne Boosler li va preguntar sobre el seu pensaments sobre la pel·lícula, el guitarrista Steve Jones va dir: "Per a algú que no sabia res dels Sex Pistols suposo que era una bona manera de descriure-ho, però és molt difícil per a mi jutjar-ho perquè jo estava allà en aquell moment. Vull dir que no m'agradava el tipus que em va interpretar. […] L'únic que em va agradar d'això va ser la manera com van retratar on i com et porten les drogues. Això va ser el millor que vaig pensar de la pel·lícula".
Segons Cox, tant ell com Andrew Schofield (que va interpretar a Lydon a la pel·lícula) es van reunir amb Lydon abans del rodatge. Segons Cox, Lydon es va adonar que Schofield era, com Cox, un Liverpudlià, més que un londinenc com Lydon, i el va animar a fer el paper de Scouser en lloc de londinenc. Cox va prendre això com un signe que tots dos estaven d'acord que seria millor retratar una versió més fictícia dels personatges en lloc d'una re-explicació freda dels fets. Cox afirma que Lydon va beure molt en aquestes reunions, cosa que podria explicar per què Lydon no les recordava. Cox va declarar en un llibre que, contràriament a les afirmacions de Lydon, la seva reunió amb Schofield no va ser després de la finalització de la pel·lícula, sinó abans que Schofield li hagués donat el paper. Li van oferir el paper l'endemà.

## Premis i nominacions
| Premi                                       | Categoria           | Receptor(s)    | Resultat  | Ref.   |
| ------------------------------------------- | ------------------- | -------------- | --------- | ------ |
| Premis BAFTA                                | Millor maquillatge  | Peter Frampton | Nominat   | [ 32 ] |
| Boston Society of Film Critics              | Millor actriu       | Chloe Webb     | Guanyador | [ 33 ] |
| Evening Standard British Film Awards        | Millor actor novell | Gary Oldman    | Guanyador |        |
| National Society of Film Critics            | Millor actriu       | Chloe Webb     | Guanyador | [ 34 ] |
| New York Film Critics Circle Awards         | Millor actriu       | Chloe Webb     | Nominat   |        |
| Mostra Internacional de Cinema de São Paulo | Premi de la crítica | Sid and Nancy  | Guanyador | [ 35 ] |

## Banda sonora
La banda sonora oficial no conté cançons de Sex Pistols ni de Sid Vicious. Gran part de la banda sonora de la pel·lícula (a diferència de l'àlbum de la banda sonora) va ser composta per Dan Wool (de Pray for Rain) i Joe Strummer, que es limitava contractualment a contribuir només amb dues cançons. Strummer va continuar aportant més treball (no remunerat) a causa del seu interès pel projecte i la composició per al cinema en general. Aquest material addicional va ser acreditat a grups ficticis als crèdits, per tal d'evitar que el segell de Strummer, Epic Records, sapigués què havia fet. Una altra gran part de la música va ser composta per The Pogues.
| Canço                             | Artista       |
| --------------------------------- | ------------- |
| "Love Kills" (Cançó del títol)    | Joe Strummer  |
| "Haunted"                         | The Pogues    |
| "Pleasure and Pain"               | Steve Jones   |
| "Chinese Choppers"                | Pray for Rain |
| "Love Kills"                      | Circle Jerks  |
| "Off the Boat"                    | Pray for Rain |
| "Dum Dum Club"                    | Joe Strummer  |
| "Burning Room"                    | Pray for Rain |
| "She Never Took No for an Answer" | John Cale     |
| "Junk"                            | The Pogues    |
| "I Wanna Be Your Dog"             | Gary Oldman   |
| "My Way"                          | Gary Oldman   |
| "Taxi to Heaven"                  | Pray for Rain |

## Mitjans domèstics
Sid and Nancy va ser llançat per primera vegada en DVD per The Criterion Collection a finals de la dècada de 1990; des d'aleshores aquesta versió s'ha exhaurit. Metro-Goldwyn-Mayer (el distribuïdor de vídeos del catàleg d’Embassy Pictures, que va estrenar la pel·lícula en VHS) va llançar la pel·lícula en DVD l'any 2000. The Criterion Collection va estrenar la pel·lícula en Blu-ray i DVD el 24 d'agost de 2017.